# Jōnan-ku
Jōnan (城南区, Jōnan-ku) est l'un des sept arrondissements de la ville de Fukuoka au Japon. Il est situé au centre de la ville.
En 2016, sa population est de 130 764 habitants pour une superficie de 15,99 km2, ce qui fait une densité de population de 8 180 hab./km2.

## Histoire
L'arrondissement a été créé en 1982 lorsque l'ancien arrondissement de Nishi a été séparé en trois.

## Lieu notable
- Kikuchi-jinja

## Transport publics
L'arrondissement est desservi par la ligne Nanakuma du métro de Fukuoka.